# Valley-Hi
Valley-Hi est un borough situé à l'ouest du comté de Fulton, en Pennsylvanie, aux États-Unis,. En 2010, il comptait une population de 15 habitants.

## Démographie
Lors du recensement de 2010, le borough comptait une population de 15 habitants. Elle est estimée, en 2019, à 15 habitants.

### Source de la traduction
- (en) Cet article est partiellement ou en totalité issu de l’article de Wikipédia en anglais intitulé « Valley-Hi, Pennsylvania » (voir la liste des auteurs).